# Zdeněk Srstka
Zdeněk Srstka (26. září 1935 Praha – 29. července 2019 Praha) byl český sportovec – vzpěrač a zápasník, kaskadér, herec malých rolí a moderátor. V roce 2010 byl přijat do Síně slávy Českého svazu vzpírání.

## Sportovní kariéra
Závodně se věnoval vzpírání. V roce 1955 reprezentoval Československo na mistrovství světa v Mnichově, v roce 1957 vybojoval bronzovou medaili na mistrovství Evropy, v roce 1960 startoval na letních olympijských hrách v Římě, kde obsadil 9. místo z 20 startujících. Věnoval se rovněž boxu a především řecko-římskému zápasu, v němž dokonce zápasil na reprezentační úrovni.

## Filmová a televizní kariéra
Ztvárnil malé role ve více než stovce českých filmů, hlavně komediálních, např. Ať žijí duchové!, Rozpuštěný a vypuštěný, Parta hic, Adéla ještě nevečeřela, Volání rodu, Kulový blesk a další. Jeho herecké začátky byly spojeny, tak jako u mnoha dalších českých kaskadérů, s parodickou komedií režiséra Oldřicha Lipského a scenáristy Jiřího Brdečky Limonádový Joe aneb Koňská opera.
Objevil se i v desítkách televizních seriálů, jako např. Četnické humoresky, Sanitka nebo O zvířatech a lidech. Vystupoval také v mnoha zábavných estrádách, např. Možná přijde i kouzelník nebo různé pořady Ivana Mládka. V 90. letech proslul jako moderátor (spolu s Martou Kubišovou) televizního pořadu Chcete mě?, který nabízel opuštěná zvířata.
Jeho zřejmě nejslavnější rolí se stala postava studenta večerní průmyslovky Mužíka ve filmu Marečku, podejte mi pero!, v níž pronesl proslulý výrok „Hliník se odstěhoval do Humpolce“. Populární je také jeho výstup v komedii Rozpuštěný a vypuštěný, kde pronáší jediné slovo „kachny… kachny… kachny…“.

## Osobní život
Byl dvakrát ženatý. V roce 1950 se v ČKD Stalingrad začal učil elektromechanikem. Z prvního manželství měl syna Jiřího Srstku, který byl v letech 1993–2001 ředitelem Národního divadla.
Zemřel 29. července 2019 ve věku 83 let.